# Capsula (odontoiatria)
La corona protesica è il termine con cui viene definita la protesi dentaria esterna che sostituisce, totalmente o parzialmente, la corona clinica di un elemento dentario. Termine di largo uso, nel linguaggio comune, è capsula. Ciò per indicare, genericamente, l'involucro artificiale che avvolge, in tutto o in parte, il volume di dente residuo, rimasto indenne dopo l'asportazione dei tessuti affetti da lesione patologica. Il volume dentale residuo è opportunamente preparato da uno specialista in odontoiatria e protesi dentaria. La corona protesica assolve ad una funzione di sostegno, di protezione, di reintegrazione anatomica, di riabilitazione estetica. La corona dentaria artificiale è realizzata con materiali specifici, secondo una determinata tecnologia. La corona dentaria è sempre stata considerata un manufatto protesico, ovvero derivata da lavorazione artigianale diretta (manu factus, fatto a mano), presso un laboratorio odontotecnico abilitato, dietro specifica prescrizione medico-odontoiatrica. La corona dentaria può altresì derivare da lavorazione a supporto digitale e per il tramite di sistemi tecnologici automatizzati, presso un laboratorio odontotecnico digitalizzato, e sempre dietro specifica prescrizione medico-odontoiatrica.  

## Indicazioni e metodologia
I denti protesizzati (nel linguaggio comune, "incapsulati") sono solitamente affetti da importanti processi patologici (carie a larga estensione (frequentemente associata a terapia dei canali radicolari), frattura della corona clinica, abrasione, erosione, abfrazione tensile. I denti protesizzati sono inoltre necessari come pilastri di un ponte protesico a 3 elementi.  

## Materiali
Il materiale di cui è fatta una capsula è solitamente una lega metallica (acciaio cromo-cobalto-molibdeno, leghe preziose a base di oro o platino, oppure zirconio) per l'armatura interna, che conferisce la funzione di protezione al dente, e ceramica per il rivestimento esterno, che ha lo scopo di dare una estetica accettabile, e fornire una superficie di masticazione con caratteristiche di durezza simili a quelle dello smalto; altre composizioni prevedono la ceramica integrale, la resina integrale (per le capsule provvisorie), oppure resina o composito su armatura metallica.